# Jukivți, Zboriv
Jukivți (în ucraineană Жуківці) este un sat în comuna Iarcivți din raionul Zboriv, regiunea Ternopil, Ucraina.

## Demografie
Componența lingvistică a localității Jukivți
     Ucraineană (100%)
Conform recensământului din 2001, toată populația localității Jukivți era vorbitoare de ucraineană (100%).